# Tabula Egyesület
A Tabula Egyesület demokratikus, politikailag független egyesület. Fő célkitűzése a közösség életminőség javításának segítése, felhasználva a hagyományos és innovativ képzési  tapasztalatot, tudást; fejlesztve az emberek személyiségét, a saját és a demokratikus társadalom  javára, így biztosítva az esélyegyenlőséget mindenki számára. 
Az egyesület elsősorban Erdélyben, de országos valamint Kárpát-medencei szinten is tevékenykedik.

## Alapítás
A Tabula Egyesület 2002 novemberében alakult. Alapítói, egy önmagával és környezetével harmóniában élő társadalom kialakulását ösztönzik. 

## Tevékenységek
Küldetése szellemében a Tabula Egyesület az alábbi tevékenységeket végzi:
- oktatás fejlesztési projektek kidolgozása és megvalósítása
- segítségnyújtás a megfelelő szakma felfedezésében
- helyi önkormányzatok fejlődésének elősegítése képzésekkel
- civil szervezetekkel való kapcsolattartás, együttműködés

### Tevékenységi területek
Az egyesület projektjeit és programjait, figyelembe véve a szervezet stratégiai célkitűzéseit, az alábbiak szerint van csoportosítva:

#### Fejlesztési programok
1. január 2011- december 2013: Támogatott Foglalkoztatás Hatékonysága – Az értelmi sérült személyek integrált módszerrel való szakmai felkészítése és támogatott foglalkoztatás[halott link] a című pályázat. Az Alpha Transilvana Alapítvány, a  Tabula Egyesület  és az Agora Alapítvány együttműködve megnyerte a Humán Erőforrás Fejlesztési Operatív Program  2007-2013 pályázatát.  A projekt az Európai Unió támogatásával, az Európai Szociális Alap társfinanszírozásával valósul meg. A projekt keretén belül a Tabula Egyesület 5 szakképzést akkreditál (Épület és jármű takarító, Virágkötő, Virágkertészet, Zöldövezet karbantartó, Famegmunkálás-kézművesség); a fent említett 5 szakmának 1-1 elméleti és 1-1 gyakorlati szakkönyvet dolgoz ki. 7 ingyenes akkreditált szakképzést szervez értelmi fogyatékos személyek számára.
2. szeptember 2010 – május 2011: Önkormányzati tréning
3. december 2009 – május 2010: Egységes Erdélyi felnőttképzés a Pannonforrás hálózat keretén belül A projekt keretében a Tabula Egyesület  Projektmenedzser és  Otthoni Idősgondozó képzést valósított meg.
4. október 2009 – május 2010:  Humán erőforrás fejlesztés A projekt keretében a Tabula Egyesület  turisztikai panzió adminisztrátor képzést valósított meg.
5. október 2008  – május 2009: Egységes erdélyi felnőttképzés a Kárpát-medencei hálózatban A projekt keretében a Tabula Egyesület  Projektmenedzser és  Otthoni Idősgondozó  képzést valósított meg.

#### Szolgáltatások
- Előzetes tudásszintfelmérés
- Pályaorientáció
- Elhelyezkedési tanácsadás
- Álláskeresési technikák oktatása
- Csoportos tájékoztatás
- Képzésben részt vettek nyomonkövetése

#### Tananyagfejlesztés
- Épület és jármű takarító – elméleti szakkönyv
- Épület és jármű takarító – gyakorlati szakkönyv
- Virágkötő – elméleti szakkönyv
- Virágkötő – gyakorlati szakkönyv

Előkészületben:
- Virágkertészet – elméleti szakkönyv
- Virágkertészet – gyakorlati szakkönyv
- Zöldövezet karbantartó – elméleti szakkönyv
- Zöldövezet karbantartó – gyakorlati szakkönyv
- Famegmunkálás, kézművesség – elméleti szakkönyv
- Famegmunkálás, kézművesség – gyakorlati szakkönyv

#### Oktatás
Tabula Oktatási Központ akkreditált szakképzései:
- Szakács OKJ 5122.2.1
- Pincér OKJ 5123.2.1
- Otthoni idősgondozó OKJ 5133.1.2
- Épület- és járműtakarító OKJ 5149.1.2
- Számítógépkezelés OKJ 4113.2.1
- Számítógépes könyvelés OKJ 3433.3.1
- Turisztikai panzióadminisztrátor OKJ 5121.2.4

Tabula Oktatási Központ akkreditált képzései:
- Projektmenedzser OKJ 241919
- Menedzser asszisztens OKJ 343103
- Angol nyelv- kulcskompetencia alapú képzés

Tabula Oktatási Központ tréningei:
- Mandala festő
- Mentálhigiéné
- Önismereti tréning
- Személyiségfejlesztő tréning
- Szocializáció
- Munkahely megszerzési és megtartási tréning
- Angol nyelv nyugdíjasok számára
- Számítógépkezelés nyugdíjasok számára

#### Civil szféra
Civil szervezetek vásárán való részvétel; teadélutánok, konferenciák szervezése 

## Célcsoport
A Tabula Egyesület által nyújtott szolgáltatások célcsoportját képezik:
- Önkormányzatok
- Civil szervezetek
- Kis- és közepes vállalkozások
- A helyi fejlesztésben szerepet vállaló egyéb szervezetek
- Magánszemélyek

## Partnerek
- Agora Alapítvány, Marosvásárhely
- Alpha Transilvana Alapítvány, Marosvásárhely
- Asociaţia Patronală a Furnizorilor de Formare Profesională, Románia
- Békéscsabai Regionális Képző Központ, Békéscsaba
- Bethlen Gábor Alap, Magyarország
- Civitas Alapítvány a Polgári Társadalomért, Kolozsvár, Székelyudvarhely
- CNESA Oktatási és Művelődési Intézmény, Magyarkanizsa
- CNFPA, Románia
- Concordia Hotel, Marosvásárhely
- Dacia Gimnázium, Marosvásárhely
- Efendi KFT, Marosvásárhely
- Erdélyi PannonForrás Egyesület, Székelyudvarhely
- Eurocenter Amőba Oktatási Központ, Sepsiszentgyörgy
- Galcar Prod KFT, Marosvásárhely
- II. Rákóczi Ferenc Kárpátaljai Magyar Főiskola, Beregszász
- JORE KFT, Marosvásárhely
- Kárpátaljai Magyar Pedagógus Szövetség, Beregszász
- Kecskeméti Regionális Képző Központ, Kecskemét  Archiválva 2021. január 18-i dátummal a Wayback Machine-ben
- Kis-Küküllő Térségi Társulás Balavásártól – Szovátáig, Erdőszentgyörgy
- LAM Alapítvány, Illyefalva
- Lazarenu Alapítvány,  Marosvásárhely
- Magán Szakközépiskola, Hidaskürt
- Magna Oktatási Központ, Marosvásárhely
- Mobex vendéglő  Marosvásárhely [halott link]
- MÜTF Egyesület, Székelyudvarhely
- Nagykapos és Vidéke Társulás, Nagykapos
- PannonForrás Első Kárpát-medencei Fejlesztési és Tudásklaszter, Kárpát-medence,
- Partiumi Keresztény Egyetem, Nagyvárad
- Pro Christo et Ecclesia Egyesület, Marosvásárhely
- Probitas Civil Szervezet, Szabadka  Archiválva 2019. október 22-i dátummal a Wayback Machine-ben
- Regionális Tudáshálózatokért Alapítvány, Békéscsaba
- Sapientia Erdélyi Magyar Tudományegyetem, Kolozsvár, Marosvásárhely, Csíkszereda
- Steak House Manadas, Marosvásárhely
- Szerbiai Teleház Szövetség, Topolya
- Tip-Top Espresso, Marosvásárhely
- Traian Vuia Műszaki Gimnázium, Szatmárnémeti
- Vajdasági Magyar Felnőttképzési Társaság, Topolya
- Voiajor KFT, Marosvásárhely

## Hálózati részvétel
A Tabula Egyesület tagja az alábbi hálózatoknak:
- PannonForrás Első Kárpát-medencei Fejlesztési és Tudásklaszter, Kárpát-medence,
- Asociaţia Patronală a Furnizorilor de Formare Profesională din România

## Külső hivatkozás
- A Tabula Egyesület honlapja